# حشره‌خوار معمولی دانوب
 حشره‌خوار معمولی دانوب (نام علمی: Sorex averini) نام یک گونه از سرده حشره‌خوارهای دم‌دراز است.